# Sien (rysunki van Gogha)

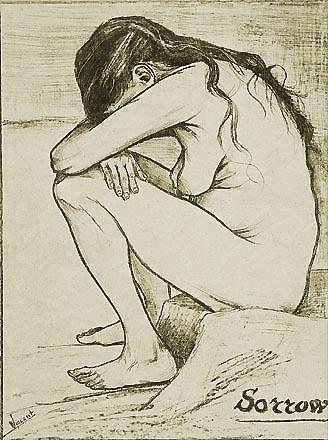
Smutek, 1882

Pod koniec stycznia 1882 van Gogh spotkał na jednej z ulic Hagi prostytutkę w ciąży Clasinę "Sien" Hoornik i zaoferował jej wspólne mieszkanie w zamian za pozowanie. Mieszkając przez dwa lata w Hadze van Gogh sporządził ok. 50 rysunków Clasiny Hoornik (znanej jako "Sien") i jej rodziny.

## Clasina Maria Hoornik
Clasina Maria Hoornik urodziła się 22 lutego 1850 w Hadze. Van Gogh w liście do brata Theo rzadko wymieniał jej imię, nazywając ją najczęściej "ta kobieta". Później zwracał się do niej "Christien", skrócając następnie to imię do "Sien". Pod tym krótkim imieniem Hoornik stała się najbardziej znana. Miała bardzo trudne życie. W 1875 w Hadze zmarł jej ojciec, a ona sama utrzymywała się z szycia i z prostytucji. Zanim spotkała van Gogha, miała dwoje nieślubnych dzieci, które zmarły we wczesnym dzieciństwie. Kiedy spotkała van Gogha, miała już pięcioletnią córkę, Marię Wilhelminę oraz była w ciąży z kolejnym dzieckiem (van Gogh nie był jego ojcem). 2 lipca 1882 urodziła syna, któremu dała na imię Willem. Burzliwy związek van Gogha ze Sien trwał ponad półtora roku i skończył się rozstaniem. W 1901 Sien wyszła za mąż za Arnoldusa Franciscusa van Wijka, chcąc, aby syn miał oficjalnie ojca. Związek ten, bardziej z wyrachowania niż z miłości, nie przyniósł jej szczęścia. 22 listopada 1904 roku Sien popełniła samobójstwo, rzucając się w wody Skaldy.

## Rysunki Sien
Wiele wykonanych przez van Gogha rysunków Sien to dzieła surowe i bezkompromisowe. Van Gogh pewnego razu opisał Sien jako osobę "ospowatą" i "nieładną". Jego rysunki, choć być może pełne współczucia dla ich tematu, są mimo wszystko pozbawione idealizmu i realistyczne. Przykładowo słynna litografia Smutek ukazuje kobietę w stanie rozpaczy – akt niezwykły, jeśli chodzi o surowość opisu tematu. Podobny do niego, jeśli chodzi o ekspresję, jest rysunek Kobieta płacząca (Sien siedząca), reprezentujący również podobny typ uczucia ale przedstawiony w mniej wyidealizowany sposób. Rysunki te wyróżniają się skrajnością symbolizmu i naturalizmu spośród prac van Gogha.
Wiele rysunków ukazuje Sien z zafrasowaną miną lub w niezręcznych momentach, jak Naga kobieta, kucająca, dzieło niezwykle, jeśli chodzi o szczerość przedstawienia tematu. 
Równocześnie są też rysunki ukazujące urok domowej atmosfery, np. Kobieta szyjąca, z dziewczynką ukazujący szyjącą matkę, siedzącą koło córki. Van Gogh często rysował Sien w sposób wzbudzający współczucie, ale bez nadmiaru sentymentalizmu. Rysunek Dziewczynka klęcząca przy kołysce to wdzięczna kompozycja ukazująca córkę Sien klęczącą przy kołysce z nowo narodzonym dzieckiem i przyglądającą się, jak ono śpi. 

### Sien

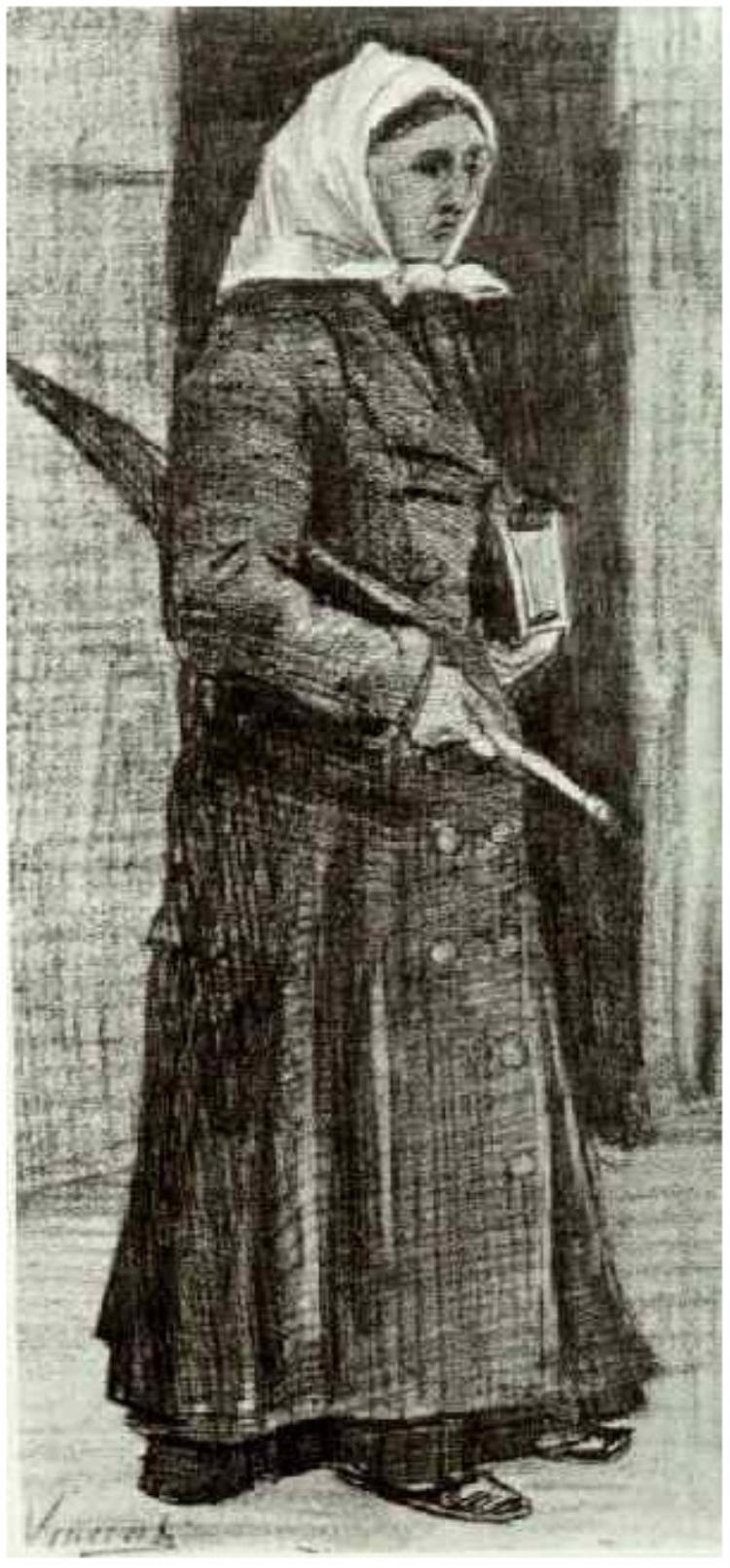
Sien z parasolką i modlitewnikiem, luty 1882, kolekcja prywatna (Nr kat.: F 1052, JH 101)
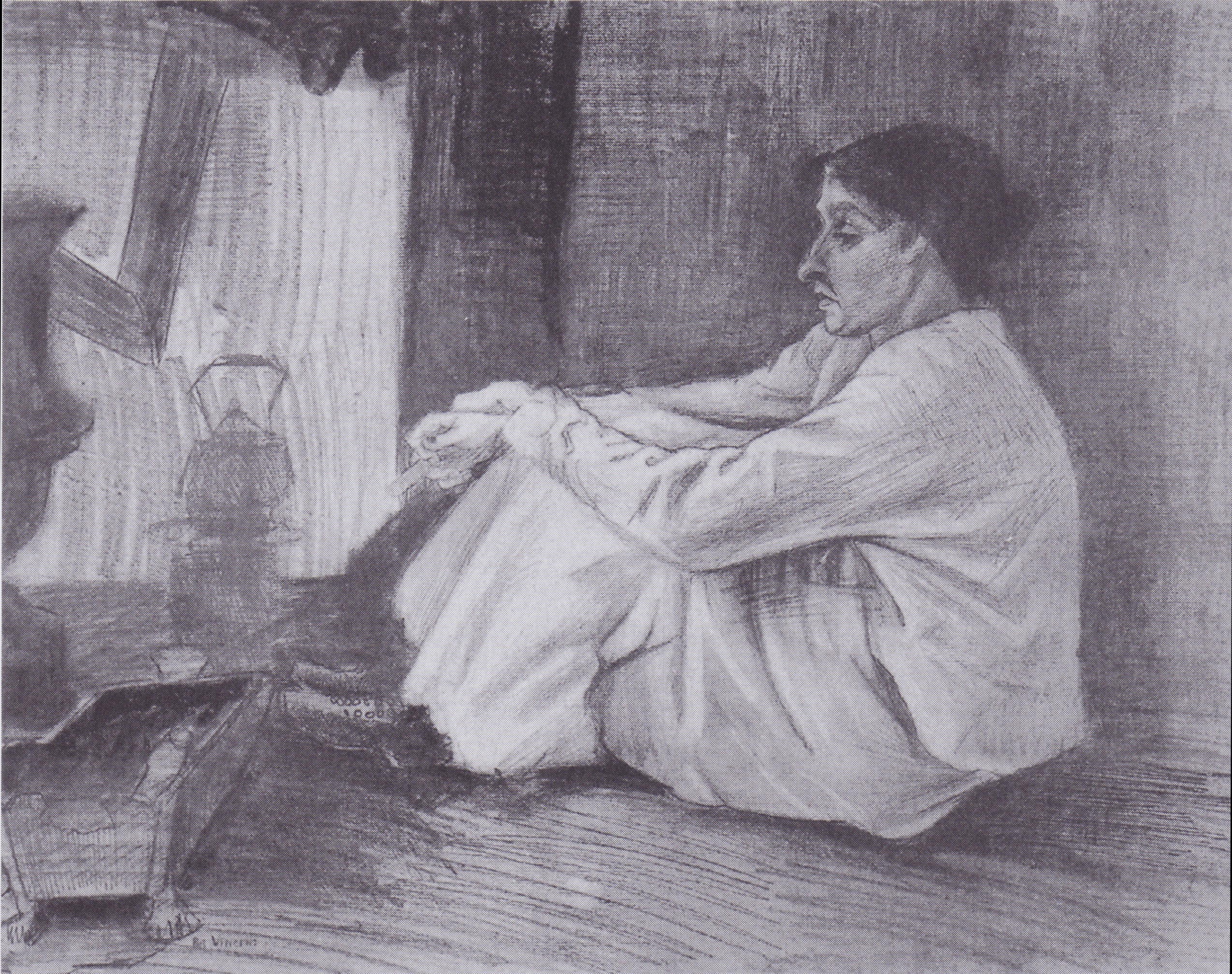
Sien z papierosem, siedząca na podłodze przy kominku, kwiecień 1882, Kröller-Müller Museum, Otterlo (Nr kat.: F 898, JH 141)
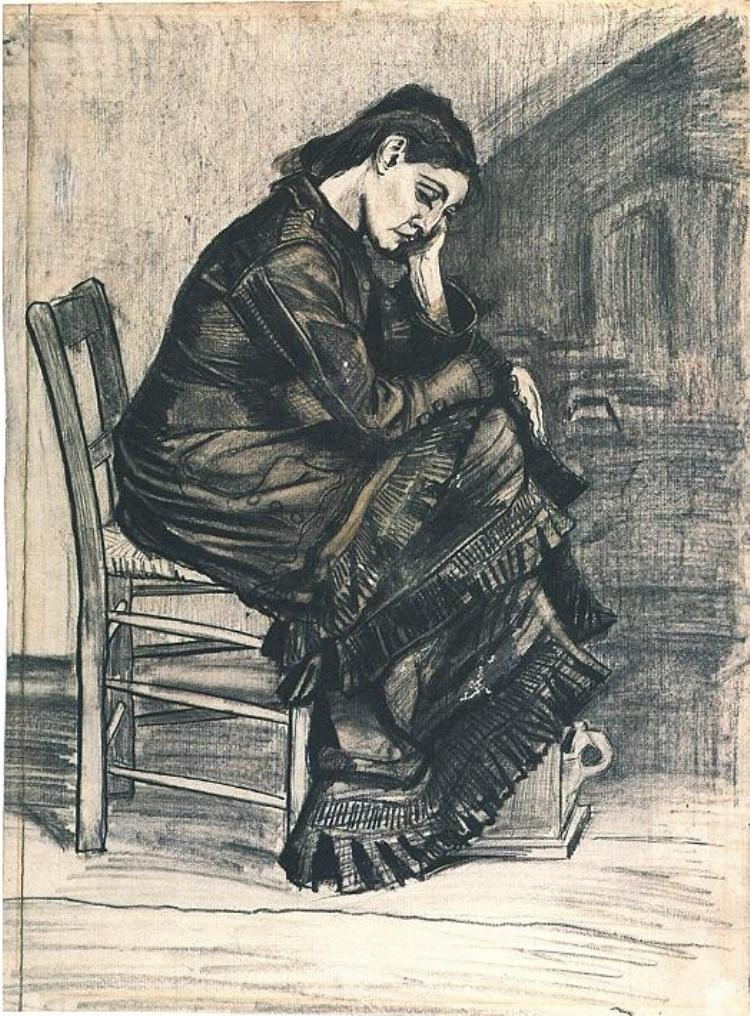
Kobieta płacząca (Sien siedząca), początek maja 1882, Kröller-Müller Museum, Otterlo (Nr kat.: F 935, JH 143)
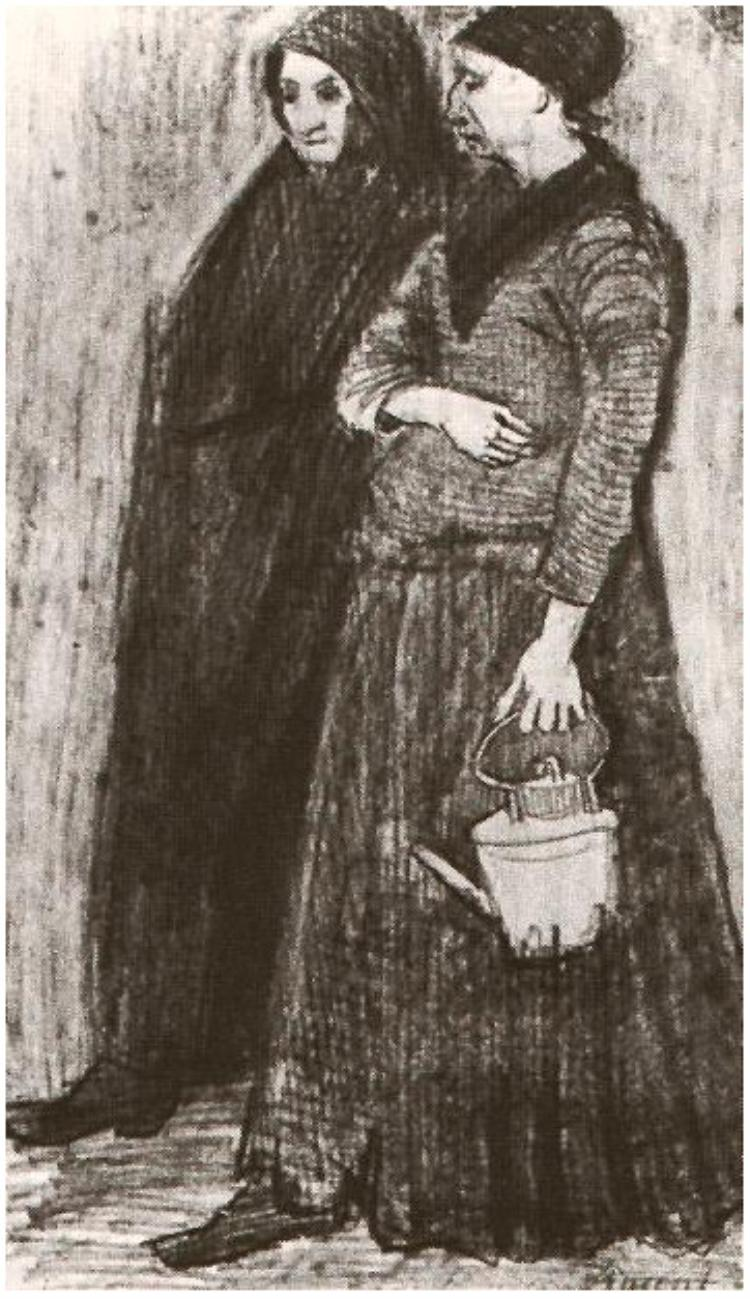
Dwie spacerujące kobiety (Sien w ciąży i jej matka), maj 1882, kolekcja prywatna (Nr kat.: F 988a, JH 148)
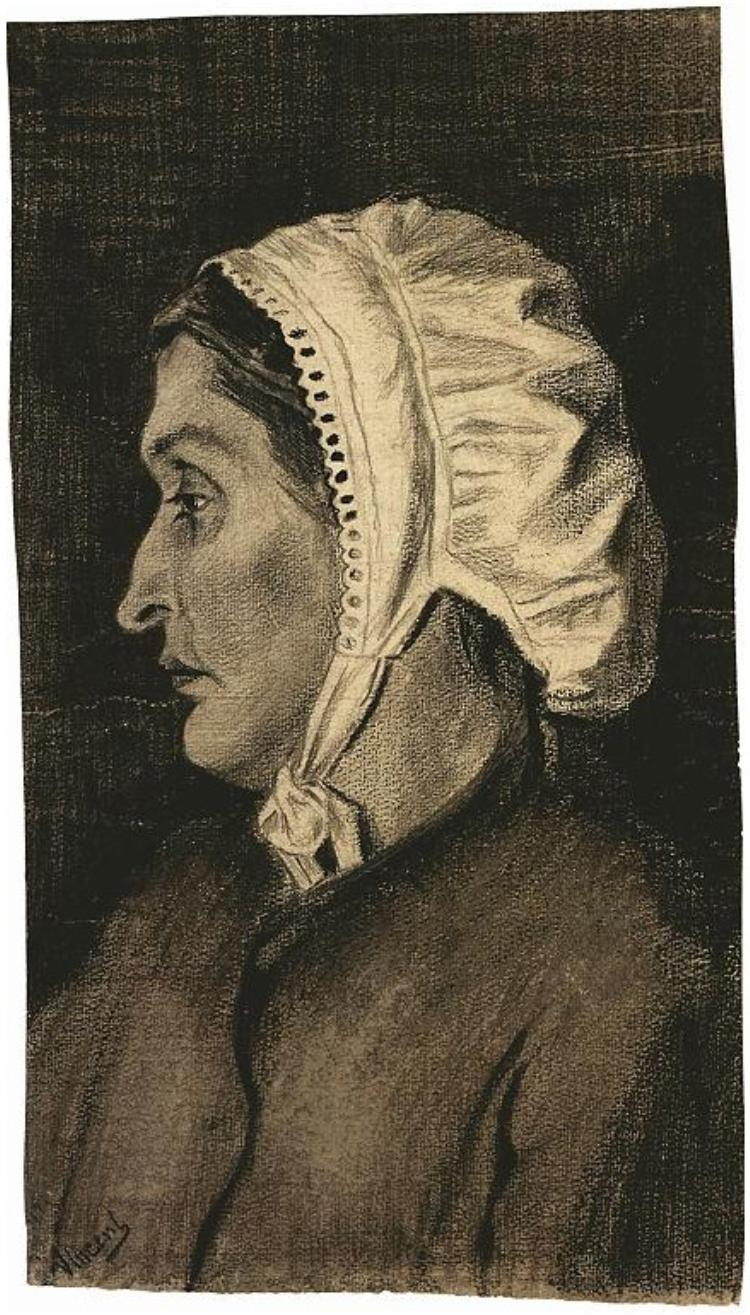
Sien w białym czepku, grudzień 1882 – styczeń 1883, Muzeum Vincenta van Gogha, Amsterdam (Nr kat.: F 931, JH 291)
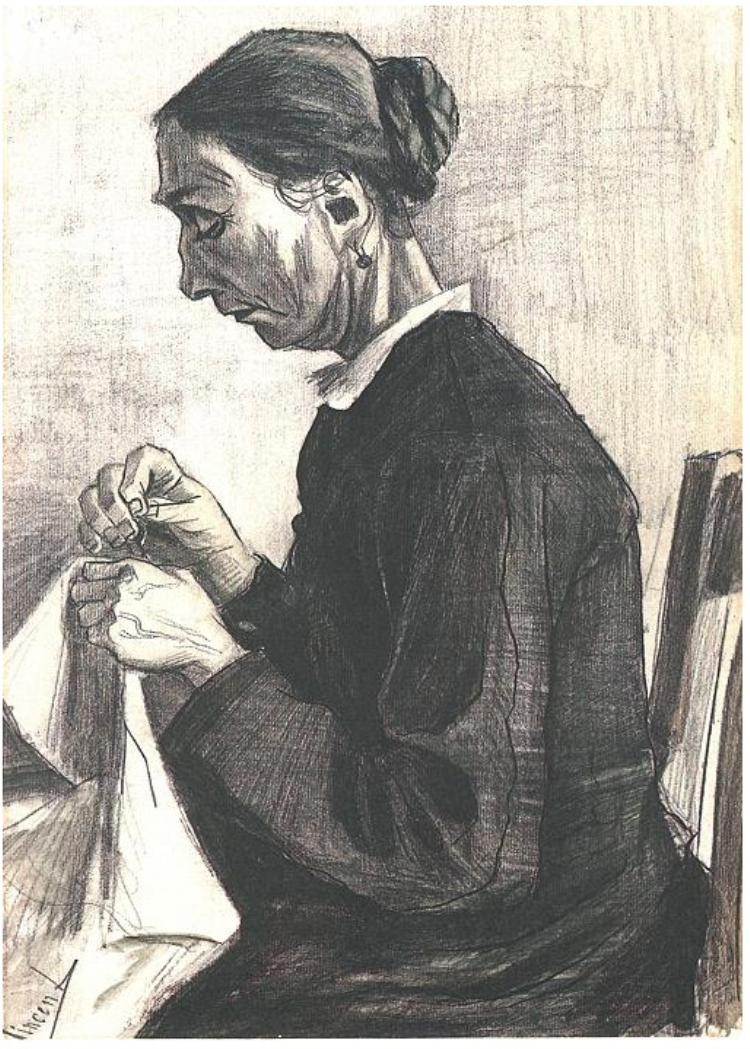
Sien, szyjąca, pół postaci, 31 marca 1883, Museum Boijmans Van Beuningen, Rotterdam (Nr kat.: F 1025, JH 346)
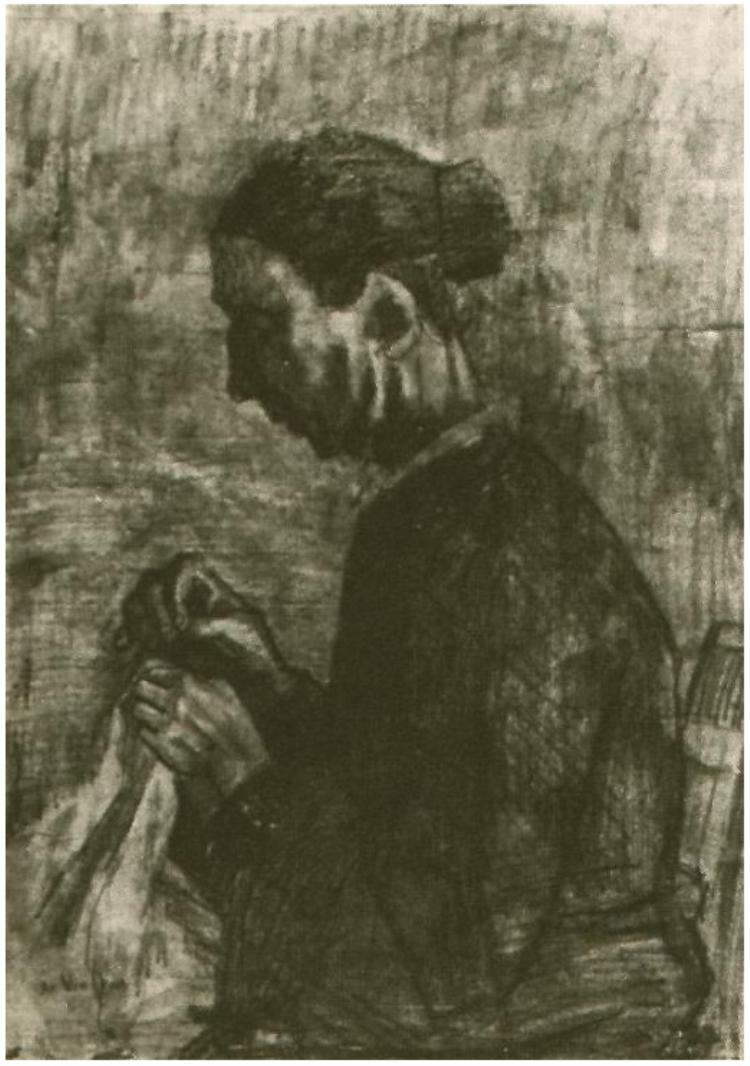
Sien, szyjąca, pół postaci, 31 marca 1883, Kröller-Müller Museum, Otterlo (Nr kat.: F 1026, JH 347)
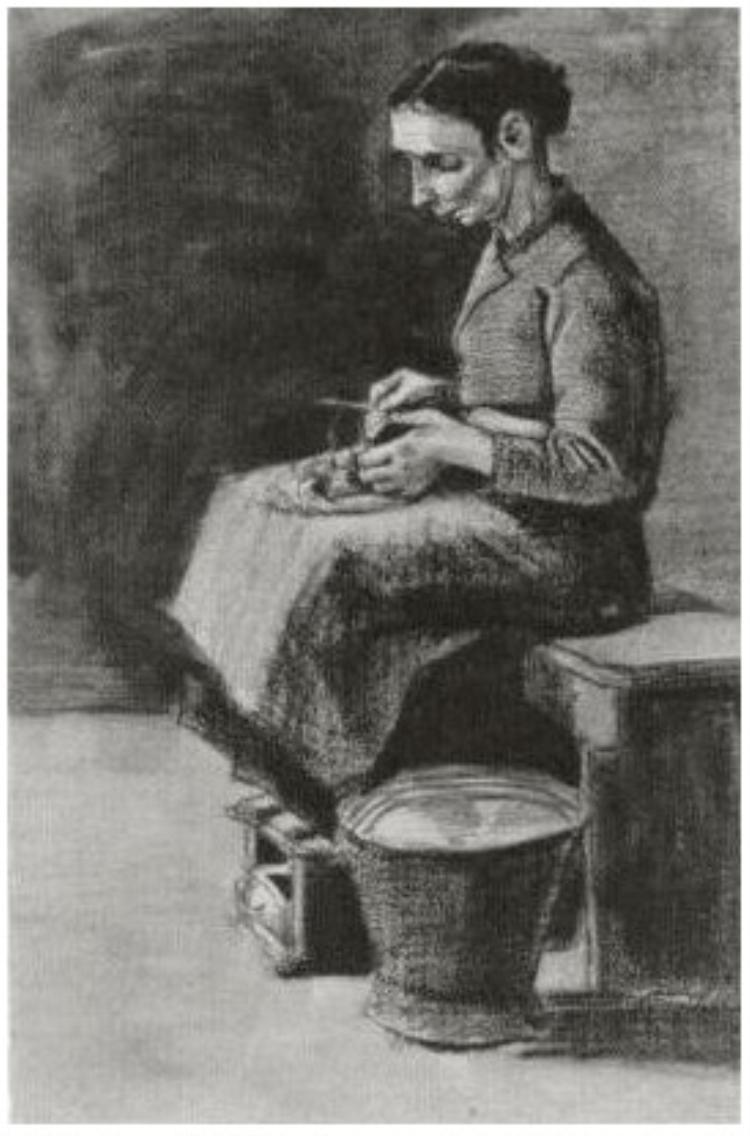
Sien obierająca ziemniaki, kwiecień 1883, Kunstmuseum Den Haag, Haga (Nr kat.: F 1053a, JH 358)

### Sien z dzieckiem Willemem

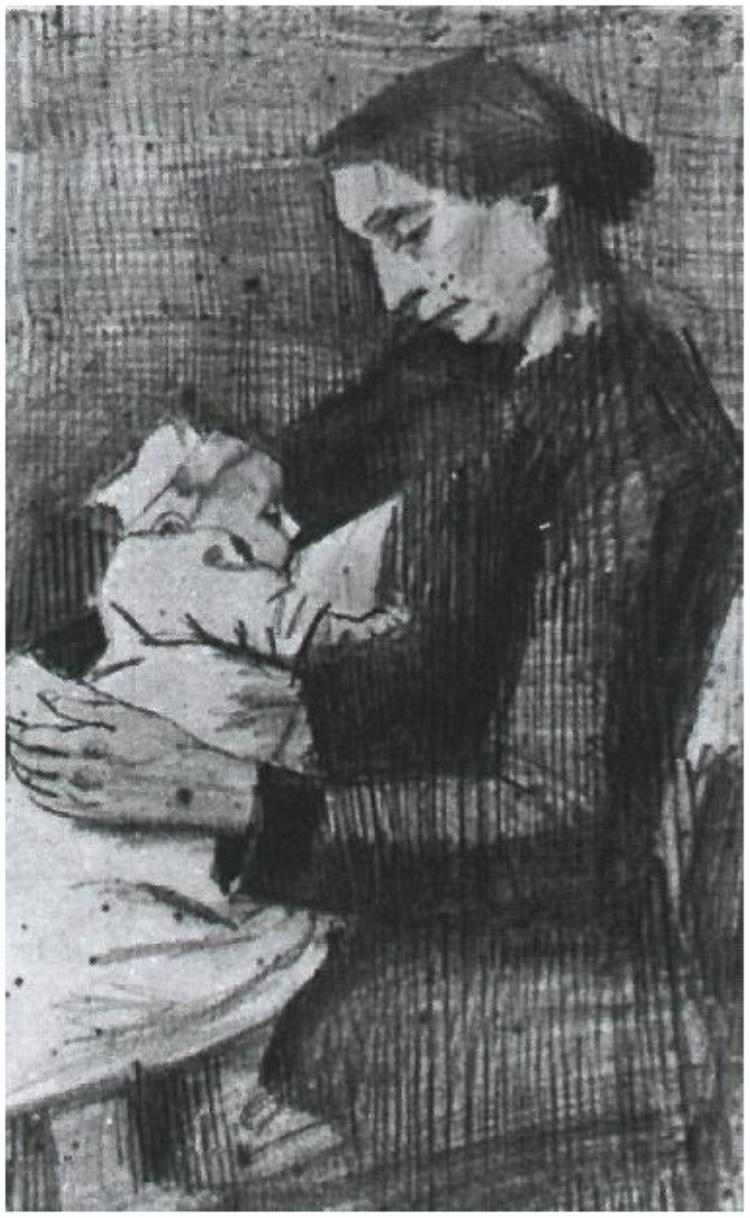
Sien karmiąca dziecko, pół postaci, wrzesień 1882, Kröller-Müller Museum, Otterlo (Nr kat.: F 1062, JH 358)
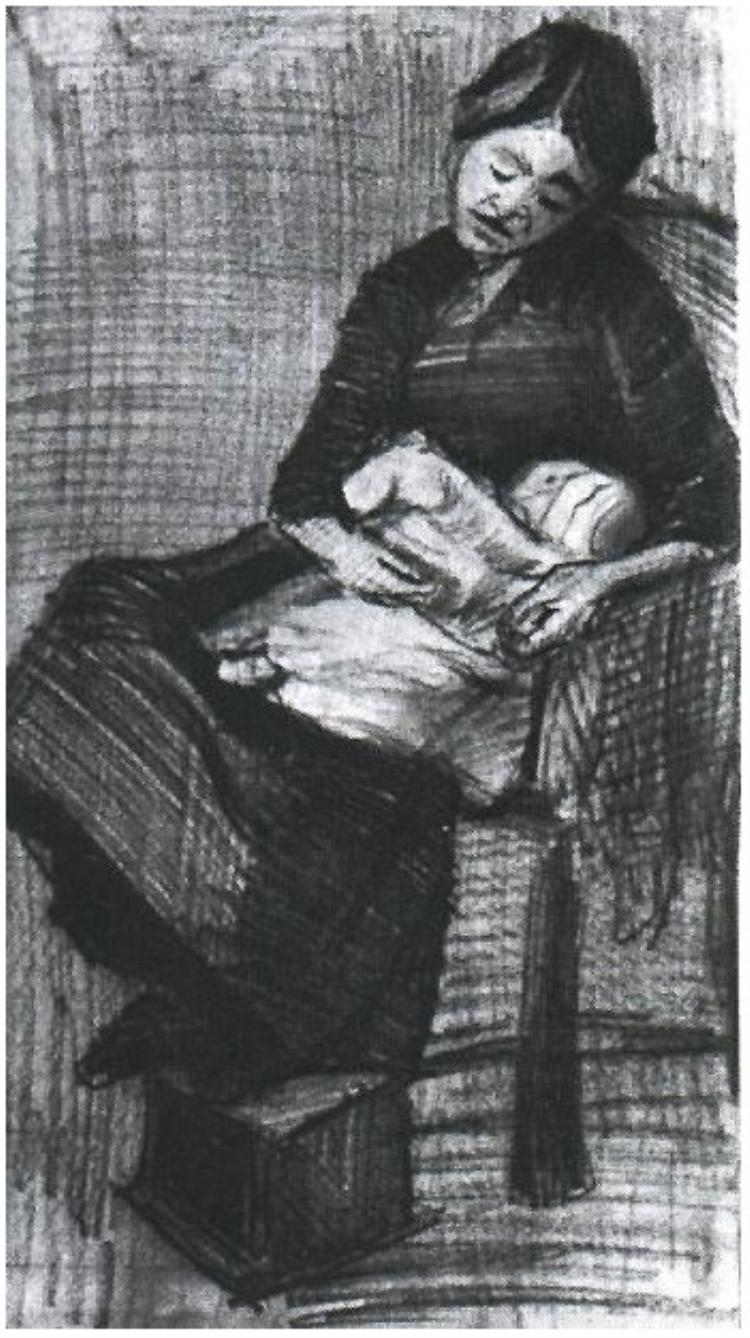
Sien karmiąca dziecko, wrzesień 1882, Kröller-Müller Museum, Otterlo (Nr kat.: F 1063, JH 218)
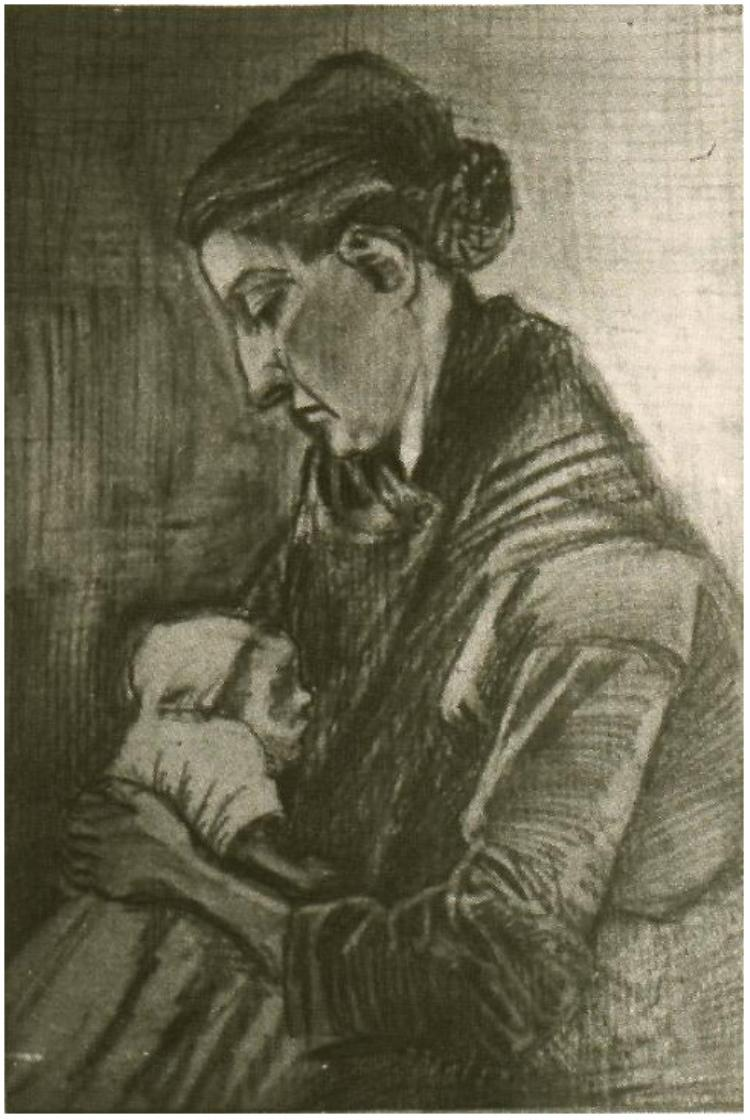
Sien karmiąca dziecko, wrzesień 1882, kolekcja prywatna (Nr kat.: F 1064, JH 221)
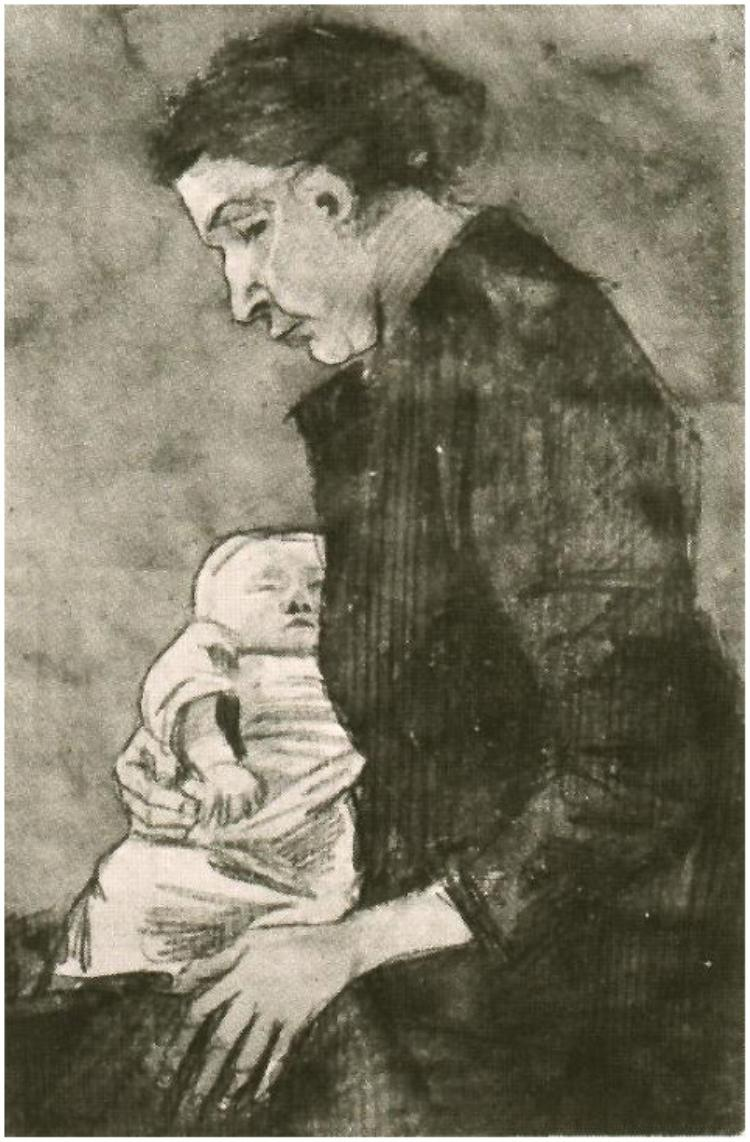
Sien karmiąca dziecko, pół postaci, wrzesień 1882, kolekcja prywatna (Nr kat.: F 1065, JH 217)
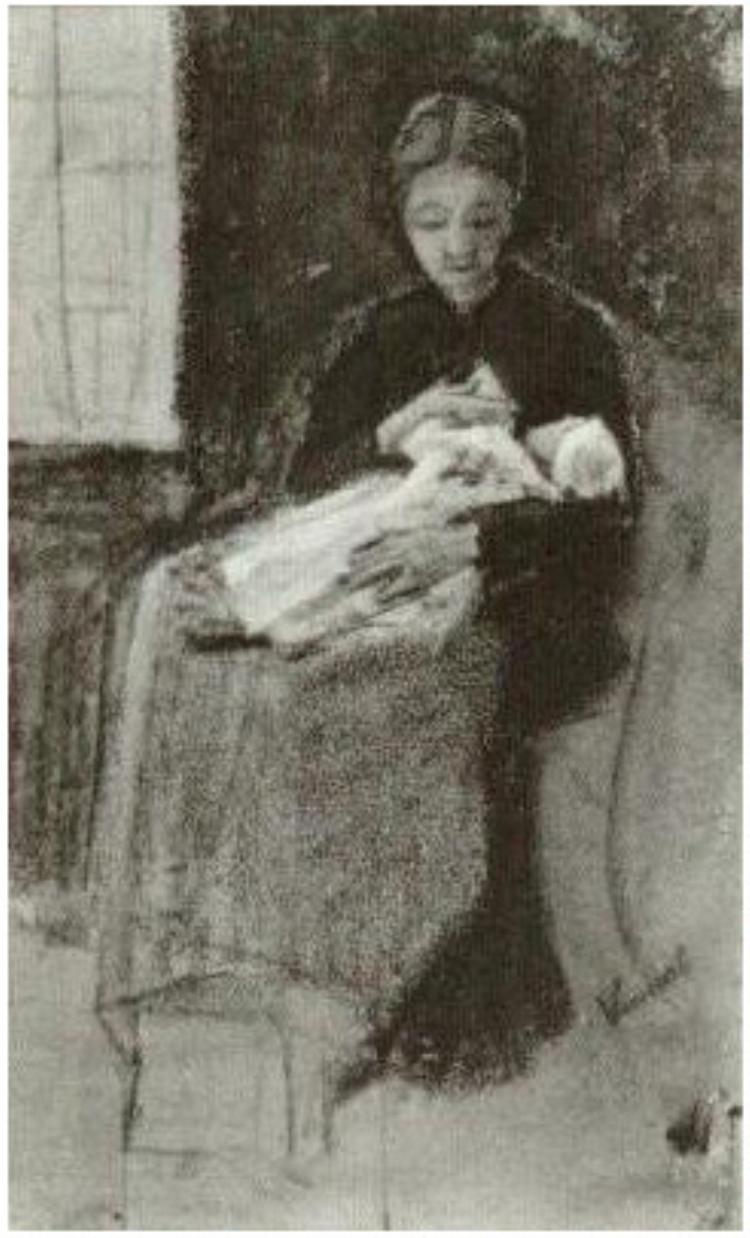
Sien karmiąca dziecko, akwarela, wrzesień 1882, kolekcja prywatna (Nr kat.: F 1068, JH 219)
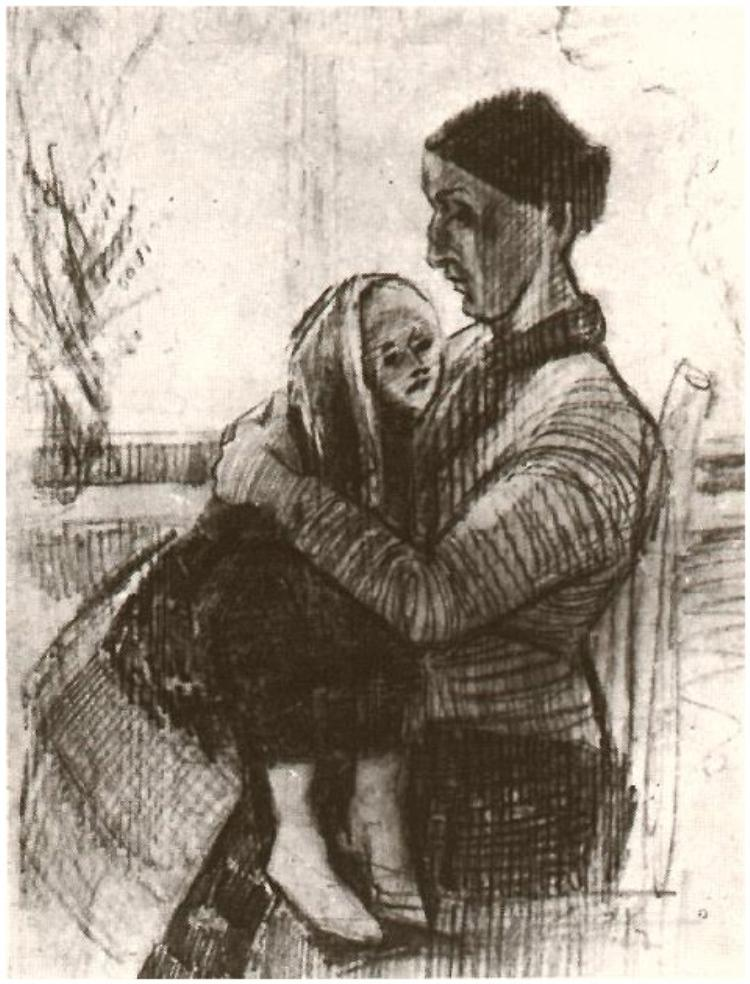
Sien z dzieckiem na piersi, 1882, Kröller-Müller Museum, Otterlo (Nr kat.: F 1071, JH 104)
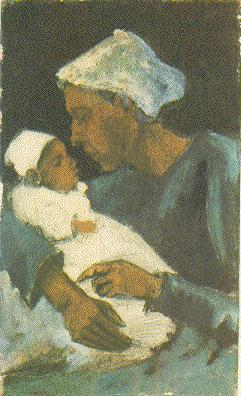
Kobieta (Sien?) z dzieckiem na piersi, pół postaci, wrzesień 1882 Kröller-Müller Museum, Otterlo (Nr kat.: F 1061, JH 220)

### Córka Sien, Maria

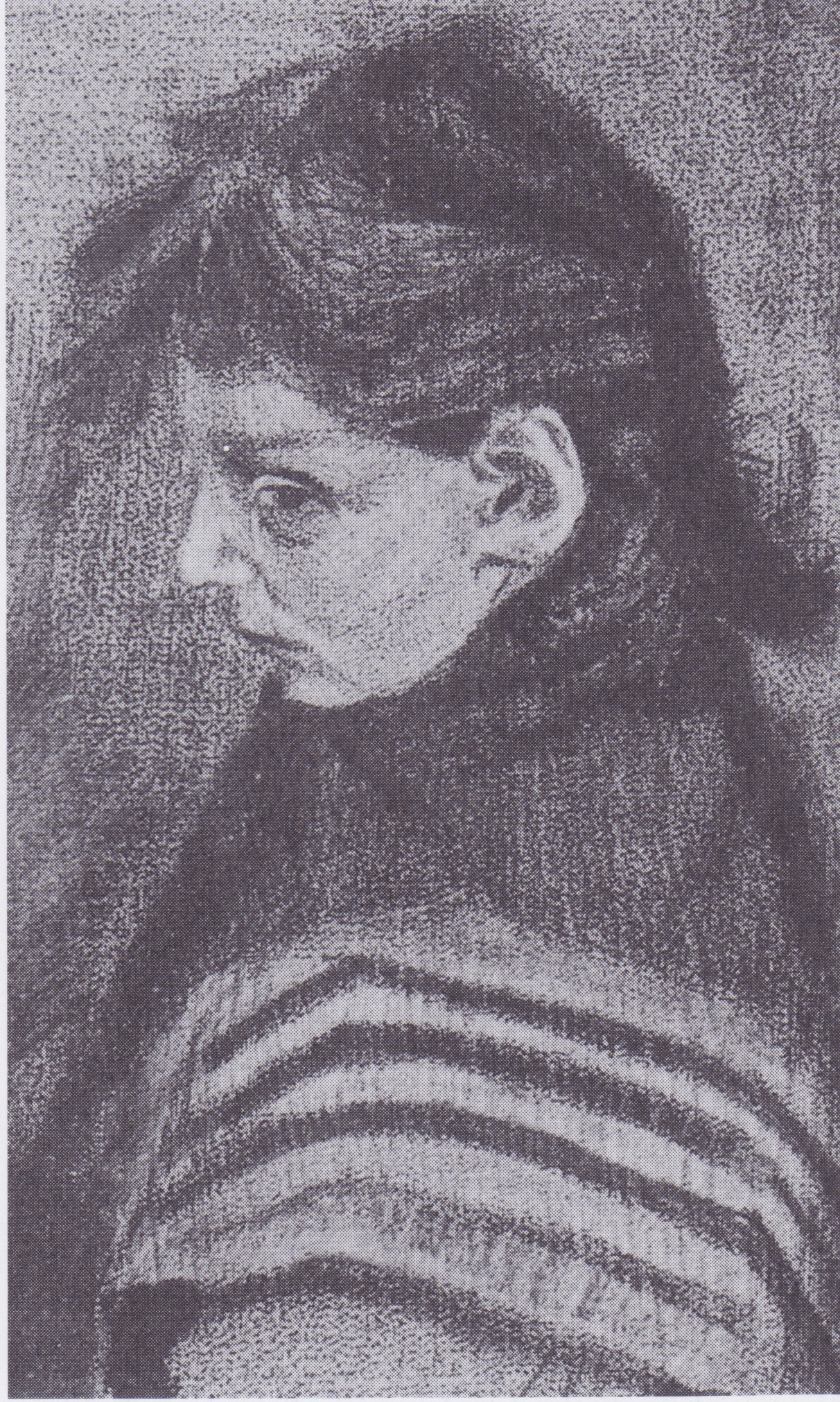
Dziewczynka z szalikiem, pół postaci, styczeń 1883, Kröller-Müller Museum, Otterlo (Nr kat.: F 1007, JH 299)
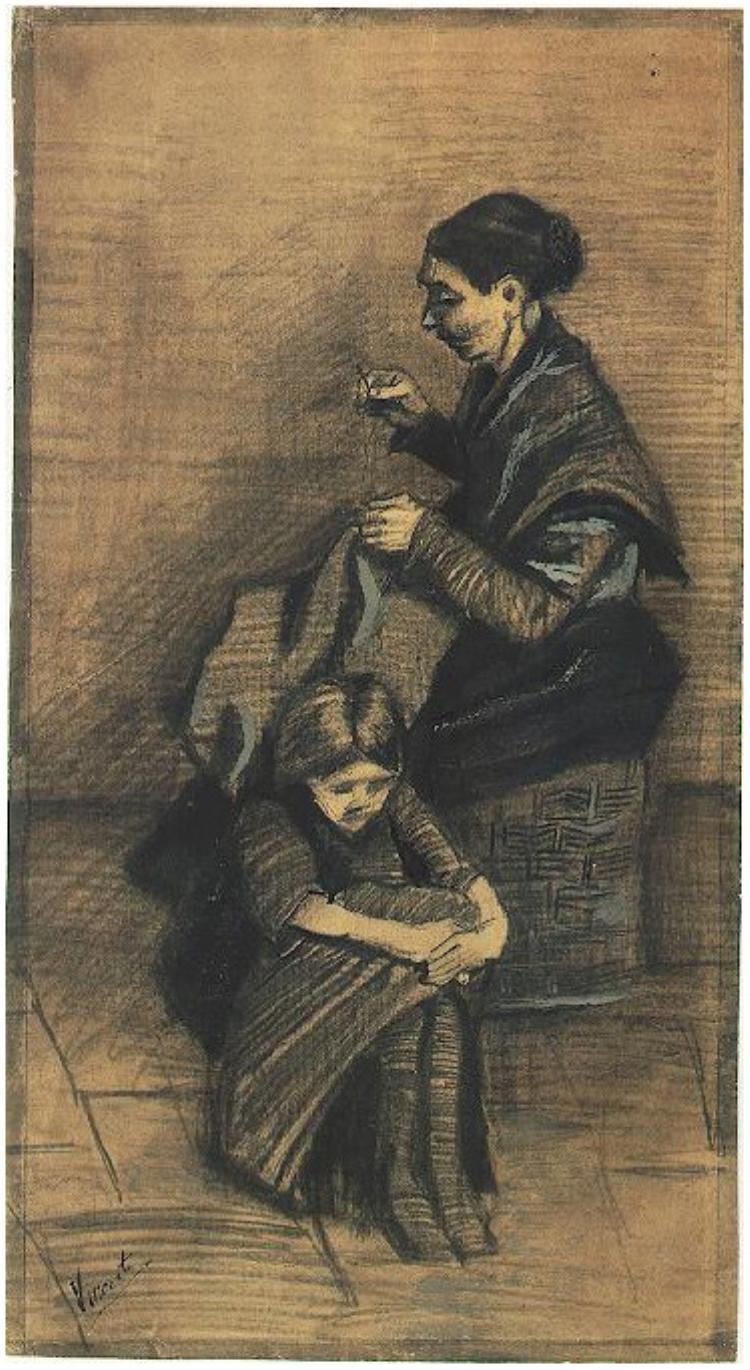
Kobieta szyjąca, z dziewczynką, marzec 1883, Muzeum Vincenta van Gogha, Amsterdam (Nr kat.: F 1072, JH 341)
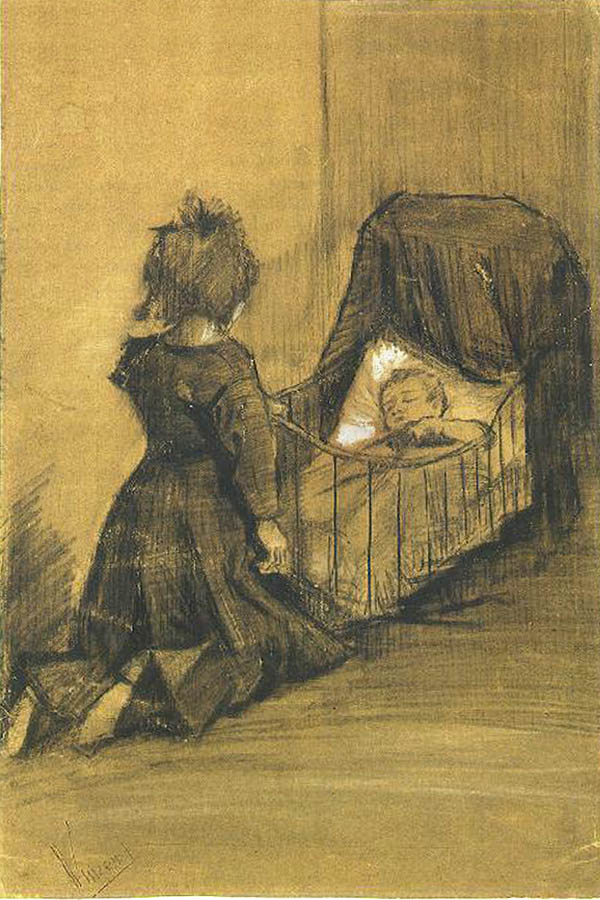
Dziewczynka klęcząca przy kołysce, marzec 1883, Muzeum Vincenta van Gogha, Amsterdam (Nr kat.: F 1024, JH 336)

### Matka Sien

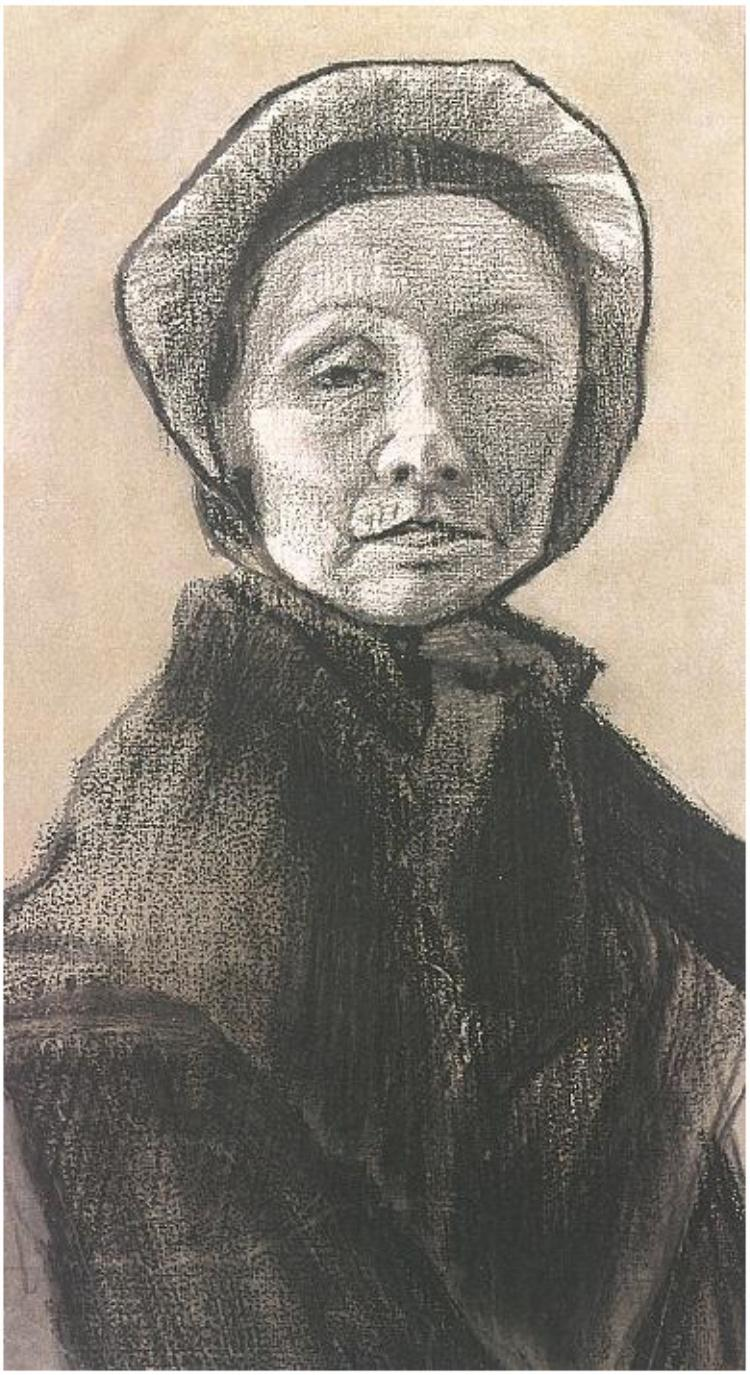
Kobieta w czarnym czepku (Matka Sien?), 1882, (Nr kat.: F 1057)
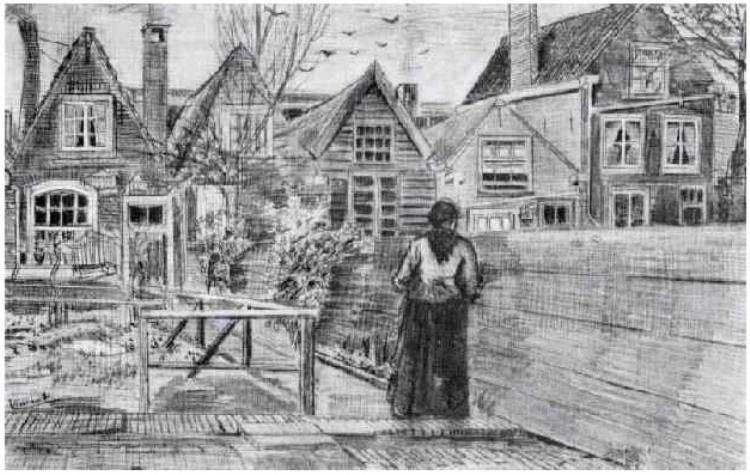
Dom matki Sien, maj 1882, kolekcja prywatna (Nr kat.: F 941, JH 146)
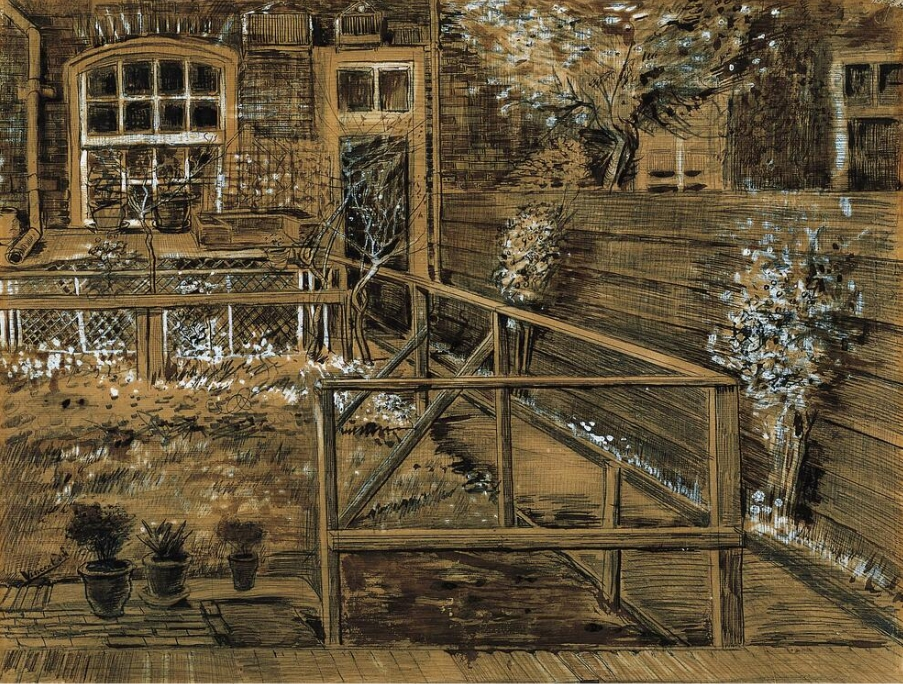
Dom matki Sien, bliższy widok, maj 1882, Norton Simon Museum of Art, Pasadena, Kalifornia (Nr kat.: F 942, JH 147)